# Gevlekte rietorchis
De gevlekte rietorchis of juni-orchis (Dactylorhiza praetermissa var. junialis) is een Europese orchidee.
Het is een variëteit van de rietorchis (Dactylorhiza praetermissa), die dikwijls samen met de nominaatvorm voorkomt in vochtige graslanden.

## Etymologie
De variëteitsaanduiding junialis is afgeleid van het Latijnse iunius, dat juni betekent, de bloeimaand van deze plant.

## Synoniemen
- Orchis latifolia var. junialis Verm. (1933)
  - Orchis praetermissa subsp. junialis (Verm.) Verm. (1934)
  - Dactylorchis praetermissa var. junialis (Verm.) Verm. (1949)
  - Dactylorhiza praetermissa subsp. junialis (Verm.) Soó (1962)

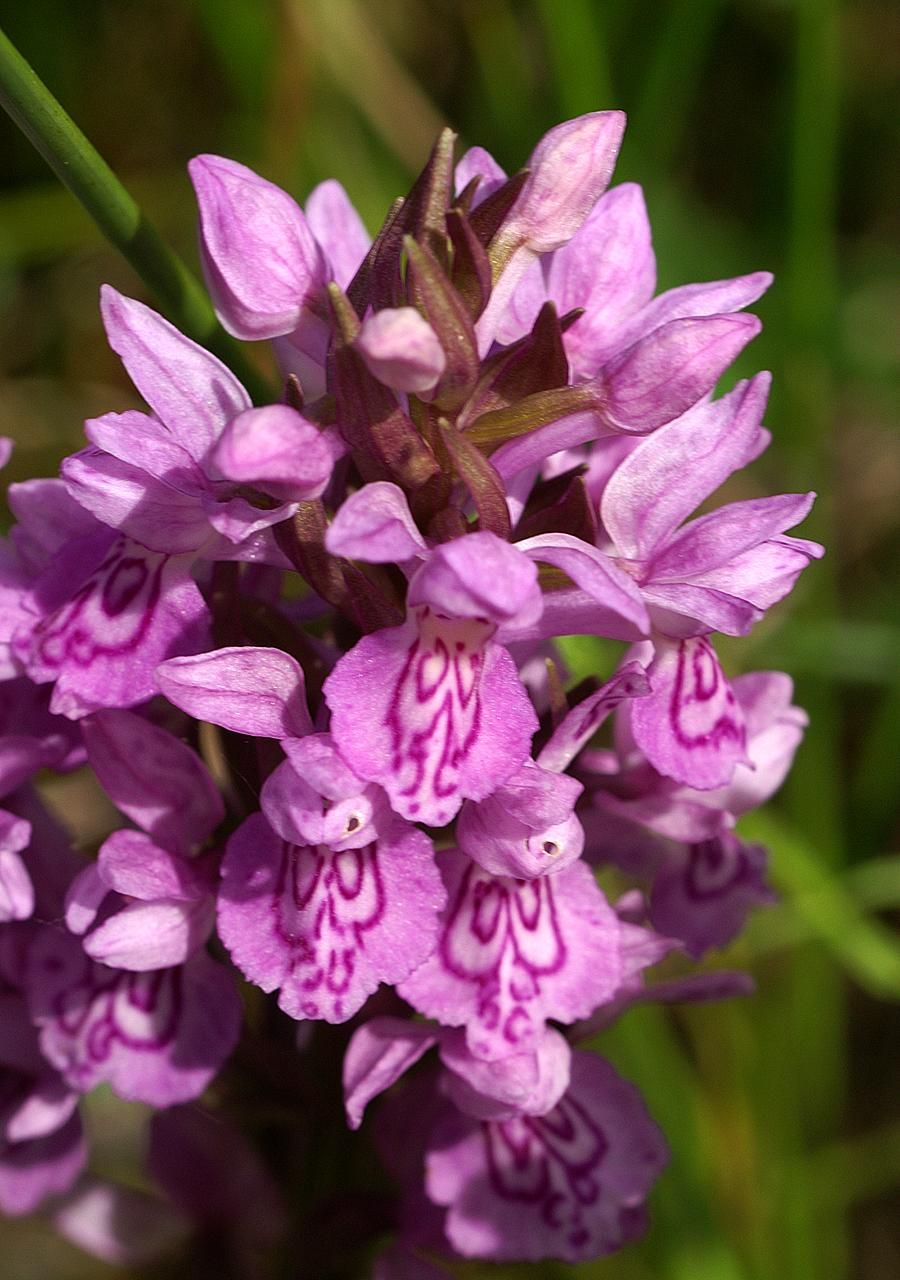
Detail bloem met lusvormige tekening op de lip

  - Dactylorhiza praetermissa var. junialis (Verm.) Senghas (1968)
  - Dactylorhiza majalis var. junialis (Verm.) R.M.Bateman & Denholm (1983)
  - Dactylorhiza praetermissa f. junialis (Verm.) P.D.Sell (1996)
- Orchis pardalina Puglsley (1934)
  - Dactylorhiza pardalina (Pugsley) Aver. (1986)

## Kenmerken
De gevlekte rietorchis lijkt sterk op de rietorchis, met de volgende verschillen:
- de plant is forser dan de rietorchis;
- de bladeren vertonen grote, roodbruine, ringvormige vlekken met een donkergroen eilandje, die op de hogere bladeren overgaan in de klassieke volle vlekken. Tegen het einde van de bloei vervagen de vlekken;
- de bloemlip is donkerder paars getekend, met lusvormige lijntjes naast de stippen en strepen van de rietorchis;
- ook de zijdelingse kelkbladen zijn getekend.

De bloeitijd is van begin mei tot eind juli.

## Habitat
De gevlekte rietorchis komt voor in vochtige graslanden, meestal in volle zon of lichte schaduw, zoals dotterbloemgraslanden en beekdalgraslanden. De soort verkiest vochtiger plaatsen dan de rietorchis.

## Voorkomen
De gevlekte rietorchis komt net als de gewone rietorchis in de Atlantische provincie van Europa voor, van zuidelijk Scandinavië over Zuid-Engeland tot in Midden-Frankrijk. Beide vormen komen dikwijls samen voor, de gevlekte rietorchis is dan meestal minder algemeen maar kan uitzonderlijk dominant optreden.
In België is de plant zeer zeldzaam. In Nederland is de plant algemener.

## Taxonomie, verwante en gelijkende soorten
De gevlekte rietorchis behoort tot het geslacht van de handekenskruiden, waarvan een tiental sterk gelijkende soorten in België en Nederland voorkomt.
Ze kan van de andere soorten onderscheiden worden door de ringvormige vlekken op de bladeren, wanneer die nog aanwezig zijn.

## Bedreiging en bescherming
De gevlekte rietorchis wordt net als de gewone bedreigd door het verdwijnen van zijn voorkeurshabitat door drooglegging, ingebruikname door de landbouw of bosbouw, en overbemesting van vochtige biotopen.
De rietorchis staat op de Vlaamse Rode Lijst van planten en op de lijst van wettelijk beschermde planten in België. De gevlekte rietorchis wordt niet apart vermeld.
In Frankrijk is de rietorchis (en dus ook de gevlekte rietorchis) beschermd op regionaal niveau.
D. alpestris · 
D. aristata · 
D. atlantica · 
D. baumanniana · 
D. cordigera · 
D. cyrnea · 
D. czerniakowskae · 
D. durandii · 
D. elata (Grote rietorchis) · 
D. euxina · 
D. foliosa · 
D. francis-drucei · 
D. fuchsii (Bosorchis) · 
D. graggeriana · 
D. hatagirea · 
D. iberica · 
D. incarnata (Vleeskleurige orchis) · 
D. insularis · 
D. isculana · 
D. kafiriana · 
D. kerryensis · 
D. kulikalonica · 
D. lapponica · 
D. maculata (Gevlekte orchis) · 
D. maculata subsp. elodes (Tengere heideorchis) · 
D. maculata subsp. ericetorum (Heideorchis) · 
D. maculata subsp. savogiensis · 
D. magna · 
D. majalis (Brede orchis) · 
D. osmanica · 
D. phoenissa · 
D. praetermissa (Rietorchis) · 
D. praetermissa var. junialis (Gevlekte rietorchis) · 
D. purpurella (Purperrode orchis) · 
D. romana · 
D. russowii · 
D. saccifera · 
D. salina · 
D. sambucina (Vlierorchis) · 
D. sibirica · 
D. sphagnicola (Veenorchis) · 
D. sudetica · 
D. traunsteineri (Smalle orchis) · 
D. traunsteinerioides · 
D. umbrosa · 
D. urvilleana · 
D. viridis (Groene nachtorchis)